# Дес Перез (Мисури)
Дес Перез (енгл. Des Peres) град је у америчкој савезној држави Мисури.

## Демографија
По попису из 2010. године број становника је 8.373, што је 219 (-2,5%) становника мање него 2000. године.
| Група             | 2000.         | 2010.         |
| Белци             | 8.244 (95,9%) | 7.809 (93,3%) |
| Афроамериканци    | 68 (0,8%)     | 79 (0,9%)     |
| Азијати           | 157 (1,8%)    | 262 (3,1%)    |
| Хиспаноамериканци | 71 (0,8%)     | 112 (1,3%)    |
| Укупно            | 8.592         | 8.373         |